# Willem Kerrickx
Willem Kercks, Willem Kerckx, Willem Keyrickx, Guillaume Kerckx, Willem Kerricx, Guillaume Kercks, Guillielmus Kerricx, Willem Kerrix, Guillaume Keyrickx ou Kerrickx l'Ancien, né à Termonde le 2 juillet 1652 et mort à Anvers le 20 juin 1719,, est un sculpteur baroque flamand actif à Anvers. Ses œuvres comprennent principalement du mobilier d'églises, des sculptures individuelles, des monuments funéraires, des bustes-portraits ainsi que des statues de saints. Son style se situe dans la transition de l'expressivité très dramatique du baroque tardif anversois vers un style rococo plus gracieux et plus élégant. Il dirigeait un grand atelier à Anvers, que son fils continuait jusqu'au milieu du XVIIIe siècle.

## Biographie
Ce statuaire était fils de Pierre, brasseur, et de Catherine de Bolle, qui avaient contracté mariage, le 18 janvier 1648, dans l'église collégiale Notre-Dame de Termonde. Guillaume Kerricx, époux d'Anne De Wolf et aïeul de Guillielmus Kerricx, avait exercé la sculpture, de même que son fils Jean, né à Termonde le 24 juillet 1622. Guillielmus vint au monde dans la même ville le 2 juillet 1652, vraisemblablement dans la maison Het Paradijs, rue de l'Escaut 8, à laquelle on apposa plus tard une plaque commémorative. Encore le jour de sa naissance, il fut tenu sur les fonts baptismaux de ladite église, par son grand-père Guillaume et par Catherine Van Lokeren.
Les archives de la corporation anversoise de Saint-Luc nous apprennent que Guillielmus Kerricx, à l’âge de huit ans, fut inscrit, en 1660, comme apprenti sculpteur. Il était élève de Jan Baptist Buys et, peut-être, d'Artus Quellinus le Jeune,,.
En 1674, il fut reçu franc-maître,. 
Ensuite, l'artiste passa les années 1675, 1676 et 1677 à Paris pour s'y perfectionner ,,, mais, en 1678, il revint à Anvers,. La même année, il s'affilia à la chambre de rhétorique De Olijftak (Le Rameau d'olivier) en tant qu'amateur,. Le 10 décembre 1680, à la cathédrale Notre-Dame d'Anvers, il épousa Barbara Ogier, fille du rhétoricien, dramaturge et maître d'école Guillielmus Ogier et de Marie Schoenmaeckers,. Comme trousseau, sa femme Barbara reçut 1 200 florins de ses parents. Elle avait été baptisée dans l'église Saint-Georges, le 17 février 1648, et était, par conséquent, âgée de quatre ans de plus que le statuaire. Leur mariage eut pour témoins leurs pères, Pierre Kerricx et Guillielmus Ogier,. 
Trois enfants, baptisés à l'église de Sainte-Walburge, furent les fruits de cette union : 
- 1. Guillielmus Ignatius, né le 22 avril 1682 ;
- 2. Catherine-Claire, né le 1er mai 1684 ; parrain, Guillaume Ogier (son aïeul ? — son oncle ?), marraine, Catherine-Claire Kerricx, femme de l'imprimeur Godgaf Verhulst, et tante de l'enfant ; Catherine-Claire Kerricx apprit la peinture et s'exerça à la copie de grandes compositions. Affaiblie, plus tard, par ses infirmités, elle peignit encore des aquarelles. Elle mourut célibataire, à l'âge de 78 ans, après avoir été obligée d'en passer 36 au lit, et fut inhumée le 14 mai de cette année, dans l'église des Dominicains, dans le caveau de ses parents, d'après un registre d'enterrements de la cathédrale Notre-Dame d'Anvers. Elle habitait la rue des Sœurs-Noires ;
- 3. Anne-Marie, tenue sur les fonts baptismaux le 1er décembre 1687, par Godgaf Verhulst, son oncle, et Anne Ogier, sa tante[12],[11].

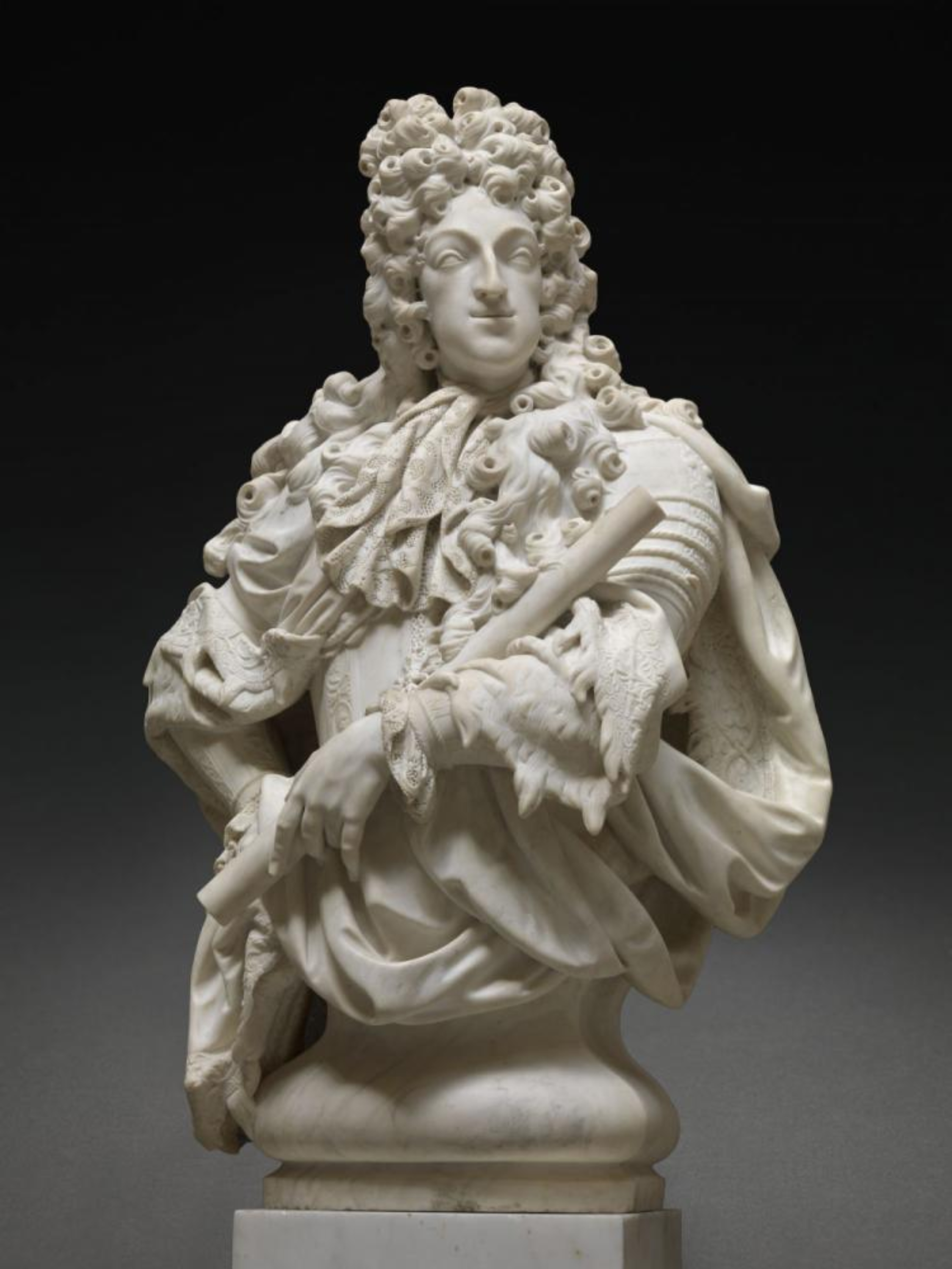
Maximilien-Emmanuel de Bavière, gouverneur général des Pays-Bas espagnols, portrait en buste de 1694 par Guillielmus Kerricx l’Ancien

Le 18 février 1693, le nouveau gouverneur général des Pays-Bas espagnols fit son entrée solennelle  à Anvers. Barbara Ogier le salua par un poème de circonstance et le prince assista à la représentation d'une pièce allégorique que Barbara avait faite en quelques heures. Le 3 mars 1693, Kerricx assista, en qualité de vice-doyen de la corporation, à la réception de Maximilien-Emmanuel, qui se fit en grande pompe, à la chambre de Saint-Luc. Le gouverneur semblait satisfait de l'honneur qui lui fut fait. Il accorda quatre permis avec lesquels fut fondé un cours de dessin d’après le plâtre,. 
En signe de reconnaissance, la guilde commanda à Kerrickx un buste de l'électeur, actuellement conservé au musée royal des beaux-arts d'Anvers,. À ce sujet, le registre des délibérations des doyens de Saint-Luc renferme les décisions suivantes, traduites en français, qui se rapportent à cette œuvre : 
« Le 12 août 1693 […], il a été résolu à l'unanimité des voix que le doyen Guillielmus Kerricx fera et achèvera le portrait et la statue de Son Altesse Sérénissime et électorale, le seigneur duc de Bavière, avec les ornements convenables, etc. Il sera payé de ce chef audit doyen Kerricx, telle somme que les doyens arbitreront, et dont le dit doyen Kerricx a aussi promis de se contenter. »
Et plus loin : 
« Le 21 août 1694, il a été résolu de donner et de payer de la part de cette chambre au doyen en charge, Guillielmus Kerricx, la somme de huit cents florins, pour le portrait de Son Altesse électorale, le duc de Bavière, et pour les autres ornements qui y ont été ajoutés, […] ce dont le susdit doyen Kerricx a déclaré se contenter, quoiqu'il eût mérité une somme beaucoup plus forte, et cela comme preuve du zèle qu'il professe pour la chambre. »
En résumé, le chef-d'œuvre, achevé en 1694, coûta la guilde de Saint-Luc 1 088 florins de Brabant.
Aussi en 1693, Kerricx joignit le titre de Prince van de Rethoryke (prince de la rhétorique) de la chambre De Olijftak, qui était un vrai département dramatique de la corporations des peintres, aux fonctions du vice-décanat ; en cette même année, il devint doyen de la guilde de Saint-Luc,, dont il était déjà membre. 	
Sa femme ne cessait de composer des pièces de circonstance, que les confrères du Olijftak représentaient à leur théâtre de la Bourse. En vertu d'une résolution du 24 décembre 1694, le collège des bourgmestres et échevins ordonna de payer à Kerricx et à sa femme, une somme de vingt florins, en reconnaissance de quelques œuvres de poésie, récemment offertes à ces magistrats. 
Il aurait travaillé à l'étranger, entre 1701-1702 et 1709-1710, peut-être en Angleterre ; de toute façon, durant cette période, on n'inscrivit plus d'élèves chez lui. Kerricx remplit, en 1711, pour la seconde fois, les fonctions de doyen de la confrérie de Saint-Luc.
Guillielmus Kerricx décéda le 20 juin 1719 ; sa femme le suivit au tombeau, le 18 mars 1720. L'un et l'autre furent enterrés dans l'église de l’ordre des Prêcheurs à Anvers, devant l'autel du saint Rosaire, sous une pierre sépulcrale, ornée des emblèmes en marbre blanc, de la Mort et de la Résurrection,.
Parmi ses élèves, on compte son fils Guillielmus Ignatius, Cornelius Struyf et Pieter van den Branden. Son fils Guillielmus Ignatius Kerrickx (1682-1745) réalisa des œuvres sculpturales pour l'abbaye de Tongerlo, dont la construction avait commencé en 1724.

## Œuvre
Quoique les vandales de 1797 et de 1798 aient détruit plusieurs œuvres de ce sculpteur, Anvers conserve encore plusieurs de ses productions.
Ses créations sont notamment de style baroque tardif et rococo. Outre pour des portraits, il est connu pour ses sculptures en marbre dont le Rosaire (1688) dans l'église Saint-Paul et la Fuite en Égypte dans la chapelle des Sœurs-Noires à Anvers. Une partie de son travail se compose de mobilier d'église, tels les confessionnaux (1711) de la basilique Saint-Servais à Grimbergen. 

### Œuvres à Anvers
- vers 1670 : église Saint-Jacques, transept[21] ; monument de marbre de Jean-Baptiste Anthoine et de sa famille, surmonté d’une[24] statue de saint Jean l'Évangéliste et les anges qui l'accompagnent, faite à l’époque à laquelle il fréquentait probablement encore l'atelier d'Artus Quellinus le Jeune[21] ;
- 1685 : église Saint-Jacques ; maître-autel en collaboration avec Ludovicus Willemssens et Artus Quellinus le Jeune[25] ;
- 1688 : ancienne église des Dominicains ; deux bas-reliefs et des anges en marbre[21], et plusieurs anges qui servent de décoration à une colonne qui porte la statue de Notre-Dame du Rosaire[10] (Saint-Jacques possède, depuis 1854, grâce à la générosité de M. P.-Th. Moons-Van der Straelen, un de ses marguilliers, les modèles originaux de ces bas-reliefs, modèles datés de 1687)[21] ;
- 1694 : à l'origine dans le grand salon de l'académie de dessin et actuellement au musée royal des Beaux-Arts ; le buste en marbre à demi corps de Maximilien-Emmanuel de Bavière[23] ;
- 1695-96 : église Saint-Jacques, chapelle du Saint-Sacrement ; banc de communion, en collaboration avec Henricus-Franciscus Verbrugghen[23],[26] ; parmi les bas-reliefs de marbre blanc, qu'il exécuta, celui de l'Agneau de Dieu, ainsi que les médaillons représentant sainte Catherine d'Alexandrie, saint Joseph, saint Grégoire le Grand et sainte Thérèse méritent d’être signalés, les autres étant de moins de valeur, comme l’est l'ange assis dont il orna la niche du côté de l'épître, et qui est trop inférieur, malgré son mérite, au chef-d'œuvre de Verbruggen, qui décore le même ouvrage[21] ;
- 1698 : couvent des Sœurs-Noires, chapelle ; bas-relief de marbre blanc, représentant la Fuite en Egypte, et se distinguant par la beauté des physionomies et par la manière heureuse dont sont traitées les mains de la sainte Vierge et de saint Joseph[22] ;
- église du Béguinage ; épitaphe en marbre de Dorothea Dimmer, ornée de la statue de saint Joseph[27] ;
- église Saint-Georges ; autel de la Sainte Croix en marbre, et ayant au retable un bas-relief qui représente l'ensevelissement de Jésus ;
- ancienne église Sainte-Walburge ; statue de saint Jean Baptiste[9] et le bas-relief de l'autel du Saint Sacrement, représentant la manne céleste[10] ;
- cathédrale Notre-Dame d'Anvers ; épitaphe en marbre de Jakob De Witte, ornée des statues de saint Jacques et de deux anges.

On lui attribue le Christ mort du calvaire de l'église Saint-Paul d'Anvers.

### Œuvres à Grimbergen
- 1711 : abbatiale de Grimbergen ; confessionnaux.

### Œuvres à Hemiksem
- abbaye de Saint-Bernard-sur-l'Escaut ; un groupe en marbre dans le parloir, représentant la Vierge Marie assise à l’enfant Jésus[23].

### Œuvres à Louvain
- 1714-1715[23] : église de l'abbaye de Sainte-Gertrude ; les mausolées des abbés François-Antoine de Fourneau et Alexandre-Charles Pallant ; les deux monuments commémoratifs sont constitués d'un soubassement, sur lequel est, à genoux, la statue d'un de ces prélats[29],[9] d'un réalisme étonnant[23], accompagné de deux anges qui tiennent les attributs de sa dignité[29],[9] ;
- église Sainte-Gertrude ; l'autel principal en marbre, détruit pendant la Seconde Guerre mondiale[23] ;
- église Saint-Pierre ; le mausolée en marbre de Ferdinand de Trazegnies, le supérieur de cette église[4],[29].

### Œuvres à Malines
- église Notre-Dame ; la chaire de vérité[4] ;
- église Notre-Dame ; la chaire de vérité, soutenue par les statues des quatre Évangélistes[23].

### Œuvres à Nivelles
- collégiale Sainte-Gertrude ; le mausolée en marbre noir et blanc, réalisé pour Albert-François de Trazegnies, vicomte de Clermont et de Bilstein (1633-1699) et supérieur de l’église[29].

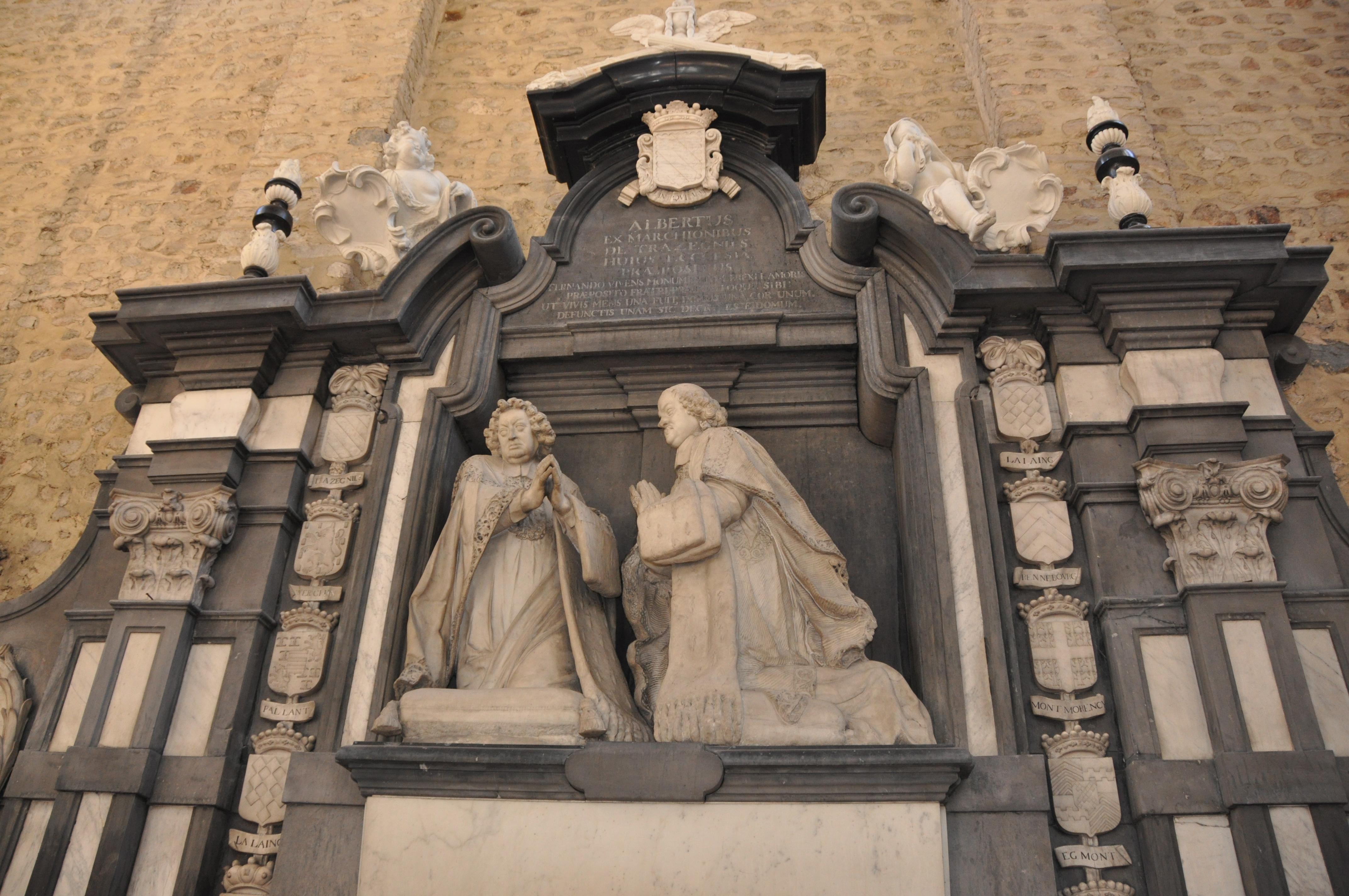
Mausolée de la famille de Trazegnies à Nivelles Collégiale Sainte-Gertrude de Nivelles
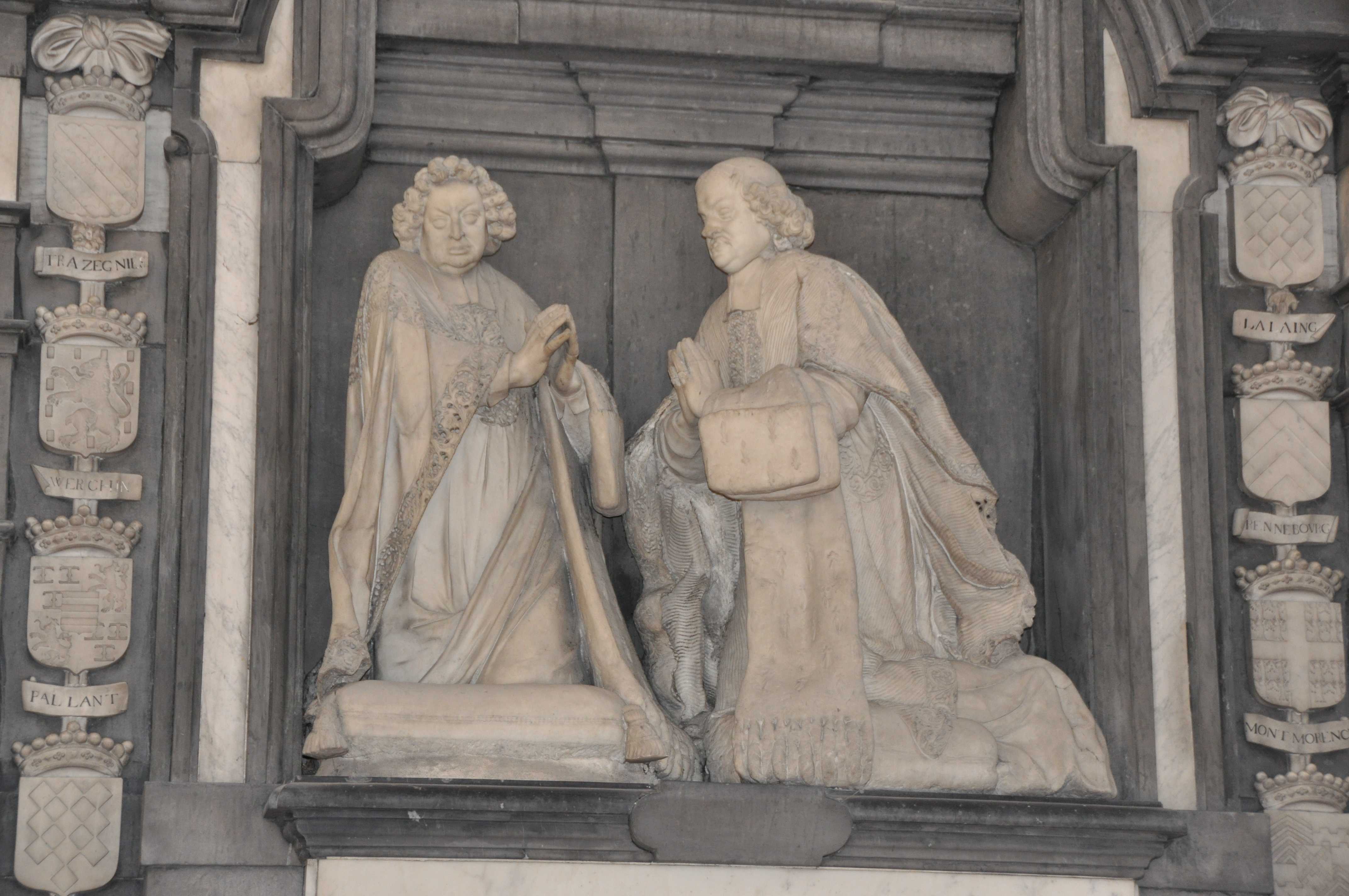
Albert-François et Ferdinand-François de Trazegnies Collégiale Sainte-Gertrude de Nivelles